# 그리스 축구 연맹
그리스 축구 연맹(그리스어: Ελληνική Ποδοσφαιρική Ομοσπονδία, EΠO, Hellenic Football Federation, HFF)는 그리스의 축구 협회이다. 협회는 수페르리가 엘라다, 그리스 컵, 그리고 그리스 국가대표팀을 조직한다. 본부는 아테네에 위치해 있다.